# Henkell & Co.
 (février 2012).
Ne doit pas être confondu avec Henkel.

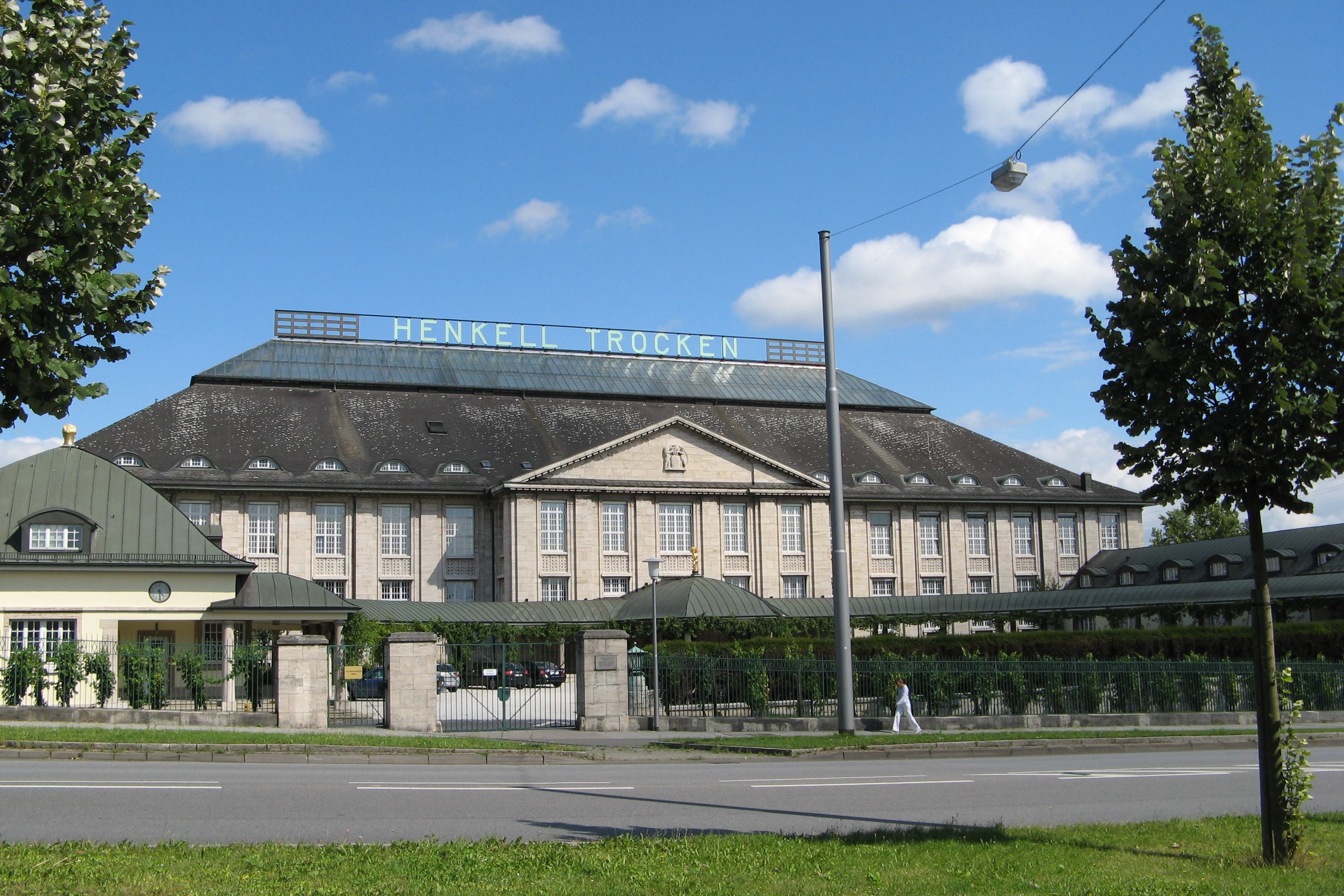
Le siège à Wiesbaden-Biebrich

Henkell & Co. est une entreprise allemande spécialisée dans la confection et la distribution de vins, Sekt et spiritueux dont le siège est à Wiesbaden. L'entreprise fait partie des plus grands producteurs allemands du secteur.

## Histoire
En 1832 Adam Henkell sa boutique de vins  Henkell & Co. à Mayence. 25 ans plus tard, il a créé à la Walpodenstraße de vieille ville de Mayence une « usine à champagne », ce qui en fait l'un des premiers en Allemagne à maîtriser l'art de produire du vin mousseux.
En l'année 2000, ils achetèrent la marque de mousseux Gratien & Meyer S.A.S. de Saumur, et Alfred Gratien, producteur de Champagne à Epernay, s'étendant toujours plus.